# Amaurobius barbarus
Espèce
Amaurobius barbarus est une espèce d'araignées aranéomorphes de la famille des Amaurobiidae.

## Distribution
Cette espèce se rencontre en Algérie, au Maroc et en Espagne.

## Description
Le mâle syntype mesure 5 mm et les femelles syntypes de 6 à 7 mm.

## Systématique et taxinomie
Cette espèce a été décrite par Simon en 1911.

## Publication originale
- Simon, 1911 : « Catalogue raisonné des arachnides du nord de l'Afrique (1re partie). » Annales de la Société entomologique de France, vol. 79, p. 265-332 (texte intégral).